# Isshūkan Friends
Isshūkan Friends (一週間フレンズ。 Isshūkan Furenzu?, lit. Amigos de una semana), también conocida por su título en inglés One Week Friends, es una serie de manga publicada por Matcha Hazuki y serializada en la revista Gangan Joker de Square Enix desde el 21 de enero de 2012. En un principio fue publicada como un manga one-shot en el número de septiembre de 2011 de Gangan Joker. Fue recopilada en siete volúmenes tankōbon. El manga fue licenciado en México por Panini Comics. Una adaptación a serie de anime producida por Brain's Base comenzó a emitirse el 6 de abril de 2014. Sentai Filmworks licenció la serie para la Norteamérica angloparlante.
Entre el 14 y el 24 de noviembre de 2014 se realizó una obra de teatro basada en el manga. Dicha obra fue estrenada en el teatro CBGK Shibugeki!! en Shibuya. Ha sido anunciada una adaptación cinematográfica en imagen real prevista para ser estrenada en febrero de 2017 bajo la dirección de Shōsuke Murakami.

## Argumento
Yūki Hase es un chico de segundo año del bachillerato el cual busca convertirse en amigo de Kaori Fujimiya, una de sus compañeras de clase. Al pedirle su amistad, Kaori la rechaza muy gentilmente, pues ella no puede mantener los recuerdos felices ni los que tengan que ver con personas que le agraden. Pese a esto, Yuuki sigue insistiendo en obtener la amistad de esta chica, aunque tenga que volver a empezar cada lunes, pues en ella ve algo especial.

## Personajes

### Protagonistas
Yūki Hase (長谷 祐樹 Hase Yūki?)
 Seiyū: Yoshitaka Yamaya
Yuuki es un chico de segundo año de bachillerato interesado en conseguir la amistad de su solitaria compañera Kaori Fujimiya. Pese al hecho de que Kaori lo olvida cada semana, el nunca deja de intentar que ella sonría. Es pésimo en matemáticas.
Kaori Fujimiya (藤宮 香織 Fujimiya Kaori?)
 Seiyū: Sora Amamiya
Kaori es una chica que decidió no forjar ninguna amistad debido a que los olvida cada semana. Cuando era pequeña solía ser muy popular con sus compañeros de clase, pero posteriormente se ve involucrada en un accidente automovilístico que afecta su memoria. Es muy buena en matemáticas.
Shougo Kiryuu (桐生 将吾 Kiryū Shōgo?)
 Seiyū: Yoshimasa Hosoya
Shougo es el mejor y más confiable amigo de Yūki; tiene muy buenas calificaciones. Él aparenta ser una persona fría y directa al hablar, y seguido se queda dormido en clase, al mismo tiempo que considera casi todo como una molestia.
Saki Yamagishi (山岸 沙希 Yamagishi Saki?)
 Seiyū: Rumi Okubo
Saki es una chica algo torpe y muy olvidadiza que fue compañera de Shougo en primaria. Solía ser víctima de bullying debido a su baja estatura en primaria, y desde entonces ha sido muy dependiente de aquellos que le rodean.
Hajime Kujou (九条 一 Kujō Hajime?)
 Seiyū: Shintarō Asanuma
Hajime es un estudiante que fue transferido a la misma que escuela de Yuuki al comenzar el segundo semestre, y fue compañero de primaria de Kaori. Él y Kaori habían prometido verse el día anterior a que fuera transferido a Hokkaido, la cual ella no pudo cumplir debido a su accidente. Su familia es muy estricta con él, al punto de prohibirle comprar juego alguno.

### Secundarios
Maiko Serizawa (芹澤 舞子 Serizawa Maiko?)
 Seiyū: Asuka Kakumoto
Maiko es una amiga de Saki, a quien siempre se la pasa mimando.
Ai Nishimura (西村 藍 Nishimura Ai?)
 Seiyū: Rui Tanabe
Ai es una amiga de Saki y la líder de su grupo.

### Otros
Shiho Fujimiya (藤宮 志穂 Fujimiya Shiho?)
 Seiyū: Mai Nakahara
Shiho es la madre de Kaori.
Jun Inoue (井上 潤 Inoue Jun?)
 Seiyū: Junji Majima
Jun es el profesor asesor del grupo de Yuuki y también su maestro de matemáticas.

## Media

### Manga
Fue publicado en la revista Gangan Joker de la editorial Square Enix. La obra fue recopilada en 7 tomos.

#### Publicaciones
| Volúmenes de manga publicados | Volúmenes de manga publicados | Volúmenes de manga publicados                      | Volúmenes de manga publicados | Volúmenes de manga publicados |
| Número                        | Fecha de publicación          | ISBN                                               | Fecha de publicación          | ISBN                          |
| ----------------------------- | ----------------------------- | -------------------------------------------------- | ----------------------------- | ----------------------------- |
| 1                             | 22 de junio de 2012           | ISBN 978-4-7575-3633-3                             | 1 de septiembre de 2017       | ISBN 978-84-17179-45-8        |
| 2                             | 22 de noviembre de 2012       | ISBN 978-4-7575-3796-5                             | 1 de noviembre de 2017        | ISBN 978-84-17292-18-8        |
| 3                             | 27 de abril de 2013           | ISBN 978-4-7575-3953-2                             | 2 de enero de 2018            | ISBN 978-84-17292-95-9        |
| 4                             | 22 de noviembre de 2013       | ISBN 978-4-7575-4137-5                             | 1 de marzo de 2018            | ISBN 978-84-17356-47-7        |
| 5                             | 22 de marzo de 2014           | ISBN 978-4-7575-4256-3                             | 2 de mayo de 2018             | ISBN 978-84-17490-14-0        |
| 6                             | 22 de julio de 2014           | ISBN 978-4-7575-4361-4                             | 1 de agosto de 2018           | ISBN 978-84-17537-32-6        |
| 7                             | 22 de abril de 2015           | ISBN 978-4-7575-4435-2 ISBN 978-4-7575-4434-5 (EL) | 1 de octubre de 2018          | ISBN 978-84-17537-98-2        |

### Anime
La serie de Anime ha sido adaptada por el estudio Brain's Base. La misma constó de 12 episodios.
La serie ha sido licenciada por Madman Entertainment (Australia y Nueva Zelanda) y Sentai Filmworks (Estados Unidos), y distribuida por Kazé Germany (Alemania). Ha sido transmitida por el canal Hero (Filipinas) y, a través de Internet, por los sitios de AnimeLab (Australia y Nueva Zelanda), Crunchyroll (Estados Unidos), Anime Network (Estados Unidos y Canadá), y Anime-on-Demand (Alemania). Por último, en Alemania, el doblaje de la serie se realizó bajo la supervisión de GlobaLoc, y, en Estados Unidos, la traducción estuvo a cargo de Anna Exter.

#### Lista de episodios
| #  | Título                                                                       | Fecha de emisión Japón |
| -- | ---------------------------------------------------------------------------- | ---------------------- |
|    |                                                                              |                        |
| 1  | «Tomodachi no Hajimari.» (友達のはじまり。)                                  | 6 de abril de 2014     |
| 2  | «Tomodachi to no Sugoshikata.» (友達との過ごし方。)                          | 13 de abril de 2014    |
| 3  | «Tomodachi no Tomodachi.» (友達の友達。)                                     | 20 de abril de 2014    |
| 4  | «Tomodachi to no Kenka.» (友達とのけんか。)                                  | 27 de abril de 2014    |
| 5  | «Atarashii Tomodachi.» (新しい友達。)                                        | 4 de mayo de 2014      |
| 6  | «Tomodachi no Hahaoya.» (友達の母親。)                                       | 11 de mayo de 2014     |
| 7  | «Ho' no Tomodachi. 'Fu' no Tomodachi.» (「ほっ」の友達。 / 「ふぅ」の友達。) | 18 de mayo de 2014     |
| 8  | «Tomodachi to Umi» (友達と海)                                                | 25 de mayo de 2014     |
| 9  | «Tomodachi to no Saishū-bi» (友達との最終日)                                 | 1 de junio de 2014     |
| 10 | «Tomodachi to Tomodachi» (友達とトモダチ)                                    | 8 de junio de 2014     |
| 11 | «Taisetsu na Tomodachi.» (大切な友達.)                                       | 15 de junio de 2014    |
| 12 | «Tomodachi ni Natte Kudasai.» (友達になってください.)                        | 22 de junio de 2014    |

### Isshūkan Friends. Specials
Isshūkan Friends. Specials (一週間フレンズ。香織の日記?) , también conocidos como One Week Friends Specials, son doce capítulos especiales de una duración aproximada de un minuto. Dichos capítulos fueron incluidos en los lanzamientos de la serie en Blu-ray y DVD y relatan las entradas realizadas por Kaori en su diario.

#### Episodios
| #  | Título                                                                    | Fecha de Emisión Japón   |
| -- | ------------------------------------------------------------------------- | ------------------------ |
|    |                                                                           |                          |
| 1  | «Kaori no Nikki: 5-gatsu 22-nichi Mokuyoubi» (香織の日記 5月22日木曜日)   | 18 de junio de 2014      |
| 2  | «Kaori no Nikki: 6-gatsu Kokonoka Getsuyoubi» (香織の日記 6月9日月曜日)   | 16 de julio de 2014      |
| 3  | «Kaori no Nikki: 6-gatsu 25-nichi Suiyoubi» (香織の日記 6月25日水曜日)    | 16 de julio de 2014      |
| 4  | «Kaori no Nikki: 6-gatsu 27-nichi Kinyoubi» (香織の日記 6月27日金曜日)    | 20 de agosto de 2014     |
| 5  | «Kaori no Nikki: 7-gatsu Mikka Mokuyoubi» (香織の日記 7月3日木曜日)       | 20 de agosto de 2014     |
| 6  | «Kaori no Nikki: 7-gatsu 11-nichi Kinyoubi» (香織の日記 7月11日金曜日)    | 17 de septiembre de 2014 |
| 7  | «Kaori no Nikki: 8-gatsu 18-nichi Getsuyoubi» (香織の日記 8月18日月曜日)  | 17 de septiembre de 2014 |
| 8  | «Kaori no Nikki: 8-gatsu 31-nichi Nichiyoubi» (香織の日記 8月31日 日曜日) | 15 de octubre de 2014    |
| 9  | «Kaori no Nikki: 9-gatsu Youka Getsuyoubi» (香織の日記 9月8日 月曜日)     | 15 de octubre de 2014    |
| 10 | «Kaori no Nikki: 11-gatsu Nanoka Kinyoubi» (香織の日記 11月7日金曜日)     | 19 de noviembre de 2014  |
| 11 | «Kaori no Nikki: 1-gatsu Youka Mokuyoubi» (香織の日記 1月8日木曜日)       | 19 de noviembre de 2014  |
| 12 | «Hase no Nikki» (長谷の日記)                                              | 19 de noviembre de 2014  |

### Isshūkan Friends.: Tomodachi to no Omoide
Isshūkan Friends.: Tomodachi to no Omoide (一週間フレンズ。～友達との思い出～?), también conocido como One Week Friends Recap, es un especial en el que se resumen los doce capítulos del anime, relatado por Kaori y Saki. Este especial fue lanzado el 15 de octubre de 2014 junto con el quinto volumen del Blu-ray/DVD de la serie.

### Película en imagen real
Una película en imagen real fue estrenada en los cines japoneses en febrero de 2017. El proyecto fue dirigido por Shōsuke Murakami, mientras que la guionista fue Yōko Izumisawa.